# Pyrethrum cinerariifolium
Pyrethrum cinerariifolium là một loài thực vật có hoa trong họ Cúc. Loài này được Trevir. miêu tả khoa học đầu tiên năm 1820.